# Llano Bajo
Llano Bajo är en ort i Mexiko.   Den ligger i kommunen Ixtapa och delstaten Chiapas, i den sydöstra delen av landet, 700 km öster om huvudstaden Mexico City. Llano Bajo ligger 1 147 meter över havet och antalet invånare är 366.
Terrängen runt Llano Bajo är lite bergig. Runt Llano Bajo är det ganska tätbefolkat, med 111 invånare per kvadratkilometer. Närmaste större samhälle är Chiapa de Corzo, 18,2 km sydväst om Llano Bajo. I omgivningarna runt Llano Bajo växer huvudsakligen savannskog.